# Río del Con
El río del Con (río do Con, en gallego), es un río de la provincia de Pontevedra (Galicia, España).

## Curso
Nace en las inmediaciones del monte Xiabre, donde se remansa para formar el embalse de Villagarcía de Arosa, situado en el lugar de Castrogudín, parroquia de Cea, que abastece a la villa. Atraviesa bellísimos paisajes antes de entrar en la villa, ya que proviene de montañas que apenas superan los 600 m, pero que tienen una media anual de precipitaciones de más de 1.500 mm (según AEM), lo que provoca sus intensos caudales en ocasiones, como cabe destacar las crecidas de noviembre del 2006.
Pasa por el centro de la villa de Villagarcía de Arosa, atravesando zonas céntricas como la del convento de Vista Alegre. Durante largo tiempo no tuvo la atención necesaria, pero se ha actuado sobre el y su entorno; hoy en día ha mejorado mucho. En su tramo final, cercano al mar, durante la marea baja, el caudal es escaso. En este tramo abundan los patos y gansos, que tienen aquí su "residencia", a su paso por el parque de A Xunqueira, muy concurrido por los vilagarcianos. El río contiene gran cantidad de peces, visibles desde las orillas del río y que llaman mucho la atención a los viandantes que pasan sobre el puente de Vista Alegre.
Después de recorrer unos 15 km desemboca en la ría de Arosa.